# 山本蘭亭
山本 蘭亭（やまもと らんてい、宝暦13年〈1763年〉‐没年不明）とは、江戸時代の名古屋の絵師。

## 来歴
狩野友竹及び駒新の門人。山本氏、名は直秀。俗称は熊野屋弥十郎。蘭亭、有秀斎と号す。はじめは門前町善篤寺辺り、後に東橘町（ともに現名古屋市中区）、日置蛭子町（現名古屋市中村区）に住む。作画期は文化から嘉永の頃にかけてで、天保の頃には浮世絵のほか、大須の真福寺、七ツ寺などの市中の神社仏閣の扁額を多く描いており、特に大須観音には毎年7月10日の夜に、太閤記の絵柄の大懸行灯を掲げた。嘉永3年（1850年）の「仁王図」に「行年八十七翁有秀斎」という落款が見られるので、逆算して宝暦13年の生れであることが知られるが、没年と墓所については不明。90余歳まで生きたといわれる。門人に鈴村景山、貝谷采堂、山本梅逸がいる。

## 作品
- 『復讐梨園』　※椒芽田楽作、蘭亭画。文政2年（1819年）刊行
- 「仁王図」　※森玉僊の絵と対、嘉永3年